# Svitle, Kovel
Svitle (în ucraineană Світле) este un sat în comuna Sîtovîci din raionul Kovel, regiunea Volînia, Ucraina.

## Demografie
Componența lingvistică a localității Svitle
     Ucraineană (100%)
Conform recensământului din 2001, toată populația localității Svitle era vorbitoare de ucraineană (100%).